# Lacmellea costanensis
Lacmellea costanensis là một loài thực vật có hoa trong họ La bố ma. Loài này được Steyerm. mô tả khoa học đầu tiên năm 1964.